# Lesaka
Lesaka è un comune spagnolo di 2 808 abitanti situato nella comunità autonoma della Navarra.